# Hans Scheike
Hans Gösta Louis Scheike, född 5 juni 1924 i Stockholm, död 27 november 2019, var en svensk sektledare och sexförbrytare som blev rikskänd genom en rättsprocess, där han tillsammans med en grupp kvinnor han levde med dömdes för sexuella övergrepp mot barn.

## Biografi
Scheike växte upp i en köpmannafamilj i Stockholm. Han kom att sysselsätta sig med studier inom den pseudovetenskapliga grafologin och var under 1970- och 1980-talen en av Sveriges mest välkända grafologer. Han publicerade två böcker i ämnet, Grafologi och Grafologisk handbok för sökare: Vem är du – vem blir du?
Scheike uppmärksammades 1988 då han, tillsammans med de tre kvinnor han då levde med, bedrev ett sommarläger för tre barn mellan 11 och 13 års ålder, på sin gård strax utanför Kopparberg i Ljusnarsbergs kommun i Bergslagen. De tre deltagarna rymde den 25 juli från gården och hittades i skogen av en granne varifrån polis larmades. Händelsen fick stor uppmärksamhet, och Scheike och hans kvinnor kallades i kvällspressen för "Sexsekten". Jan Guillous TV-program Rekordmagazinet gjorde ett inslag som intervjuade gruppen och bland annat visade Scheike risande en av de kvinnor han levde med.
Sedan gruppen uppmärksammats i massmedia hörde ytterligare fem tidigare, nu vuxna offer av sig till polisen. Den som varit yngst blev utsatt för brott från 6 till 10 års ålder. De vuxna på gården dömdes mot sitt nekande för sexuella övergrepp mot minderåriga. Domen baserades på brottsoffrens vittnesmål samt överensstämmelser mellan vittnesmål och material som de åtalade skapat, inklusive både teckningar, foto och text. Scheike dömdes till åtta års fängelse, som avkortades till sex år i hovrätten. Kvinnorna i gruppen fick upp till arton månaders fängelse för misshandel samt medhjälp till brott. Scheike avtjänade halva straffet, det vill säga tre år.
Gruppen motiverade sin verksamhet som uppfostran och terapi, "risterapi". Flera av kvinnorna hade själva fått kontakt med Scheike i rollen som terapeut. Rättegångarna väckte stor uppmärksamhet och kvällstidningarna omnämnde vanligen gruppen som "sexsekten". Med tiden ändrade medierapporteringen karaktär till att framställa Scheike och hans kvinnor som harmlösa original, medan de brott de dömts för fick liten uppmärksamhet. Magnus Utvik kritiserade denna utveckling i sin bok Tuktad till frihet (2014).
Sedan Scheike släppts fri producerade han och hans två livskamrater, Agneta Ogebratt och Brita Sylvan, ett antal filmer med smisk, av Scheike kallat "natursmisk", där det genomgående temat är användandet av björkris.